# Justin der Bekenner
Justin der Bekenner († 269 (?) in Rom) war ein christlicher Märtyrer im Römischen Reich. Er ist ein Heiliger der römisch-katholischen Kirche.

## Leben
Justin der Bekenner lebte zu Zeiten der Christenverfolgungen im Römischen Reich in der Hauptstadt Rom. Es wird angenommen, dass Justin entweder unter Kaiser Claudius Gothicus oder – allgemein angenommen – unter Kaiser Valerian den Märtyrertod erduldete.
Von Papst Sixtus II. wurde Justin zum Priester geweiht. Als Presbyter leitete er die christliche Gemeinde von Rom, unter deren Mitgliedern er viele später heiliggesprochene Christen persönlich kannte und als Priester christlich bestattete. Unter diesen sollen Laurentius von Rom, Hippolyt von Rom, Cyrilla von Rom, Romanus von Rom und Papst Sixtus II. selbst gewesen sein.
Als Kaiser Valerian vernahm, dass Justin unerschrocken für die Christen als Vorsteher in der Gemeinde wirkte, diese ermutigte, für den christlichen Glauben trotz der staatlichen Verfolgung einzustehen, ließ ihn der Kaiser bei einem Begräbnis verhaften und zu ihm bringen. Justin wurde verhört und schwor seinem christlichen Glauben nicht ab. Valerian ordnete daraufhin an, Justin durch Enthauptung hinzurichten. Nach der Hinrichtung wurde Justin durch seine Gemeinde im Coemeterium der heiligen Cyriaca an der Via Tiburtina begraben.

## Verehrung
Ein Teil der Reliquien Justins wurde in der Kirche San Lorenzo fuori le mura in Rom beigesetzt. Ein anderer Teil der Reliquien wurde, der Tradition zufolge, angeblich im Jahr 834 durch Bischof Hitto von Freising mit Erlaubnis Papst Gregors IV. in das heutige Erzbistum München und Freising gebracht, wo sie im Freisinger Dom aufbewahrt werden.
Der Gedenktag des heiligen Justin wird in der römisch-katholischen Kirche am 4. bzw. 7. August gefeiert.